# Championnats du monde de ski de vitesse 2013
Navigation
Verbier 2011 Grandvalira 2015
Les Championnats du monde de ski de vitesse 2013 se sont déroulés du 19 au 26 janvier 2013 à Vars (France) sous l'égide de la fédération internationale de ski. Depuis 2001 (année à partir de laquelle ces championnats ont été reconnus par la FIS), c'est la 2e fois qu'ils sont organisés à Vars, après ceux de 2009.
Un titre est décerné dans chaque catégorie :
- S1 (Speed One) : la catégorie-reine (avec équipements spéciaux)
- SDH (Speed Downhill) : l'anti-chambre de la catégorie S1 (avec équipement de descente de ski alpin)
- SDHJ : les juniors (U21 : moins de 21 ans)

## Participants
76 participants de 14 nationalités différentes
| Amerique du Nord                                                        | Amerique du Nord                                             | Amerique du Nord |
| ----------------------------------------------------------------------- | ------------------------------------------------------------ | ---------------- |
| - Canada                                                                |                                                              |                  |
| Europe (13 pays)                                                        |                                                              |                  |
| - Allemagne - Autriche - Espagne - Finlande - France - Italie - Norvège | - Pologne - Royaume-Uni - Russie - Suède - Suisse - Tchéquie |                  |

## Piste
| Nom                | Chabrières |
| Altitude de départ | 2720 m     |
| Altitude d’arrivée | 2285 m     |
| Dénivellation      | 435 m      |
| Longueur totale    | 1200 m     |
| Longueur utile     | 670 m      |
| Pente maximum      | 0098 %     |
| Pente moyenne      | 0055 %     |

## Podiums

### Hommes
| Épreuves | Or               | Argent           | Bronze             |
| -------- | ---------------- | ---------------- | ------------------ |
| S1       | Simone Origone   | Bastien Montes   | Simon Billy        |
| SDH      | Gregory Meichtry | Guenther Foidl   | Sebastien Lindblom |
| Juniors  | Erik Backlund    | Stefano Zancardi | Marc Amann         |

### Femmes
| Épreuves | Or                  | Argent            | Bronze                 |
| -------- | ------------------- | ----------------- | ---------------------- |
| S1       | Liss-Anne Pettersen | Sanna Tidstrand   | Karine Dubouchet-Revol |
| SDH      | Valentina Greggio   | Célia Martinez    | Audrey Passet          |
| Juniors  | Britta Backlund     | Tiphaine Beaumont | Justine Theillet       |

## Résultats détaillés

### Hommes S1
| \| Rang \| Skieur \| Vitesse \| \| ------------------ \| -------------------- \| ----------- \| \| Médaille d'or \| Simone Origone \| 240.00 km/h \| \| Médaille d'argent \| Bastien Montes \| 236.61 km/h \| \| Médaille de bronze \| Simon Billy \| 233.98 km/h \| \| 4 \| Ivan Origone \| 233.83 km/h \| \| 5 \| Louis Billy \| 233.28 km/h \| \| 6 \| Philippe May \| 231.94 km/h \| \| 7 \| Klaus Schrottshammer \| 229.30 km/h \| \| 8 \| Radek Cermak \| 227.43 km/h \| \| 9 \| Nikolay Pimkin \| 227.09 km/h \| \| 10 \| Christian Jansson \| 221.67 km/h \| 28 participants |                      |             |
| Rang | Skieur               | Vitesse     |
| Médaille d'or | Simone Origone       | 240.00 km/h |
| Médaille d'argent | Bastien Montes       | 236.61 km/h |
| Médaille de bronze | Simon Billy          | 233.98 km/h |
| 4 | Ivan Origone         | 233.83 km/h |
| 5 | Louis Billy          | 233.28 km/h |
| 6 | Philippe May         | 231.94 km/h |
| 7 | Klaus Schrottshammer | 229.30 km/h |
| 8 | Radek Cermak         | 227.43 km/h |
| 9 | Nikolay Pimkin       | 227.09 km/h |
| 10 | Christian Jansson    | 221.67 km/h |

### Femmes S1
| \| Rang \| Skieuse \| Vitesse \| \| ------------------ \| ---------------------- \| ----------- \| \| Médaille d'or \| Liss-Anne Pettersen \| 221.63 km/h \| \| Médaille d'argent \| Sanna Tidstrand \| 220.93 km/h \| \| Médaille de bronze \| Karine Dubouchet-Revol \| 219.22 km/h \| \| 4 \| Lisa Hovland-Udén \| 211.68 km/h \| \| 5 \| Linda Baginski \| 209.31 km/h \| \| 6 \| Jennifer Romano \| 191.43 km/h \| \| 7 \| Hanna Matslofva \| 176.40 km/h \| |                        |             |
| Rang | Skieuse                | Vitesse     |
| Médaille d'or | Liss-Anne Pettersen    | 221.63 km/h |
| Médaille d'argent | Sanna Tidstrand        | 220.93 km/h |
| Médaille de bronze | Karine Dubouchet-Revol | 219.22 km/h |
| 4 | Lisa Hovland-Udén      | 211.68 km/h |
| 5 | Linda Baginski         | 209.31 km/h |
| 6 | Jennifer Romano        | 191.43 km/h |
| 7 | Hanna Matslofva        | 176.40 km/h |